# Клерг, Пьер
Пьер Клерг (фр. Pierre Clergue) — приходской священник римско-католической церкви и фактический правитель деревни Монтайю на юге Франции в графстве Фуа в начале XIV века.
Является центральной фигурой в монографии французского историка Эммануэля Ле Руа Ладюри «Монтайю, окситанская деревня (1294—1324)».

## Биография
Родился в семье зажиточных крестьян, самой богатой в деревне Монтайю, чьё влияние распространилась по всему региону. Был старшим сыном и после смерти отца стал главой семьи.
Был священником деревни, также как один из немногих образованных её жителей, выполнял функции нотариуса. Его брат Бернар Клерг стал местным байлем — исполнителем законов и сборщиком налогов. Таким образом, братья Клерг играли ключевую роль в жизни населения деревни и округи, как представители религиозной и светской власти.
Несмотря на то, что Пьер Клерк был священником римско-католической церкви, он являлся ярым катаром-альбигойцем. Примерно в 1300 году, Пьер Клерг начал доносить на некоторых прихожан в инквизицию. В 1308 году при его непосредственном участие инквизицией было арестовано всё взрослое население города, при этом Пьер Клерк решал кто из них будет наказан, а кто освобождён, используя эту власть для удовлетворения личных обид. В то же время он и его брат регулярно предоставляли убежище и помощь катарам.
В 1320 году был арестован инквизицией по приказу епископа Жака Фурнье. Попытки его брата Бернара его освободить, в том числе путём подкупа, были безрезультатны. Умер в тюрьме.
Записи его показаний перед инквизицией не сохранились.

### Отношения с женщинами
Пьер Клерг примечателен своим сексуальным аппетитом. В то время в Пиренеях целибат среди священников не был обязательным, и у Клерга, за его долгую карьеру в качестве священника и фактически правителя деревни, было много любовниц. Ле Руа Ладюри приводит список из девяти женщин.
Наиболее заметной среди них была Беатрис де Планисольс — номинальная управительница деревни. Оставшись вдовой в 28 лет она была изнасилована Пату Клергом — кузеном Пьера Клерга, а затем в течение двух лет была любовницей Пьера.
Известна его связь с его кузиной, которая началась когда её было пятнадцать лет. Год спустя, по воле Клерга, она вышла замуж за односельчанина, но их связь продолжались, с согласия мужа.
Также его любовницей была жена его брата Бернара.
Пьер Клерг оправдывал своё поведение несколькими способами. Во-первых, учение катаров объявляло грехом вообще любые сексуальные отношения — даже среди супругов, однако, как отмечал Клерг, супруги не считаются грешниками. Во-вторых, он считал что будет освобождён от греха при исповеди на смертном одре.